# 2022-es labdarúgó-világbajnokság-selejtező (UEFA – A csoport)
A 2022-es labdarúgó-világbajnokság európai selejtező, A csoportjának eredményeit tartalmazó lapja. A csoportban a csapatok körmérkőzéses, oda-visszavágós rendszerben játszottak egymással. A csoport győztese kijutott a világbajnokságra, a csoport második helyezettje pótselejtezőn vett részt.
A csoportban Portugália, Szerbia, Írország, Luxemburg és Azerbajdzsán szerepelt.

## Tabella
| Hely. | Csapat       | M | Gy | D | V | G+ | G– | Gk  | P  | Továbbjutás                         |     | Szerbia | Portugália | Írország | Luxemburg | Azerbajdzsán |
| ----- | ------------ | - | -- | - | - | -- | -- | --- | -- | ----------------------------------- | --- | ------- | ---------- | -------- | --------- | ------------ |
| 1.    | Szerbia      | 8 | 6  | 2 | 0 | 18 | 9  | +9  | 20 | Kijutott a 2022-es világbajnokságra |     | —       | 2–2        | 3–2      | 4–1       | 3–1          |
| 2.    | Portugália   | 8 | 5  | 2 | 1 | 17 | 6  | +11 | 17 | Pótselejtezőn vett részt            |     | 1–2     | —          | 2–1      | 5–0       | 1–0          |
| 3.    | Írország     | 8 | 2  | 3 | 3 | 11 | 8  | +3  | 9  |                                     |     | 1–1     | 0–0        | —        | 0–1       | 1–1          |
| 4.    | Luxemburg    | 8 | 3  | 0 | 5 | 8  | 18 | −10 | 9  |                                     | 0–1 | 1–3     | 0–3        | —        | 2–1       |              |
| 5.    | Azerbajdzsán | 8 | 0  | 1 | 7 | 5  | 18 | −13 | 1  |                                     | 1–2 | 0–3     | 0–3        | 1–3      | —         |              |

## Mérkőzések
A menetrendet az UEFA a sorsolást követő napon, 2020. december 8-án tette közzé.
Az időpontok közép-európai idő szerint, zárójelben helyi idő szerint értendők.
| 2021. március 24. 20:45 (19:45 UTC±0) |

| Portugália           | 1–0               | Azerbajdzsán |
| -------------------- | ----------------- | ------------ |
| Medvedev 36' (öngól) | (1–0) Jegyzőkönyv |              |

| Allianz Stadion, Torino (Olaszország) Játékvezető: Daniel Siebert (német) |

| 2021. március 24. 20:45 |

| Szerbia                          | 3–2               | Írország               |
| -------------------------------- | ----------------- | ---------------------- |
| Vlahović 40' A. Mitrović 69' 75' | (1–1) Jegyzőkönyv | Browne 18' Collins 86' |

| Rajko Mitić Stadion, Belgrád Nézőszám: 0 Játékvezető: Davide Massa (olasz) |

| 2021. március 27. 20:45 (19:45 UTC±0) |

| Írország | 0–1               | Luxemburg     |
| -------- | ----------------- | ------------- |
|          | (0–0) Jegyzőkönyv | Rodrigues 85' |

| Aviva Stadion, Dublin Nézőszám: 0 Játékvezető: Fran Jović (horvát) |

| 2021. március 27. 20:45 |

| Szerbia                    | 2–2               | Portugália   |
| -------------------------- | ----------------- | ------------ |
| A. Mitrović 46' Kostić 60' | (0–2) Jegyzőkönyv | Jota 11' 36' |

| Rajko Mitić Stadion, Belgrád Nézőszám: 0 Játékvezető: Danny Makkelie (holland) |

| 2021. március 30. 18:00 (20:00 UTC+4) |

| Azerbajdzsán            | 1–2               | Szerbia             |
| ----------------------- | ----------------- | ------------------- |
| Mahmudov 59' (11-esből) | (0–1) Jegyzőkönyv | A. Mitrović 16' 81' |

| Bakı Olimpiya Stadionu, Baku Játékvezető: Roi Reinshreiber (izraeli) |

| 2021. március 30. 20:45 |

| Luxemburg     | 1–3               | Portugália                          |
| ------------- | ----------------- | ----------------------------------- |
| Rodrigues 30' | (1–1) Jegyzőkönyv | Jota 45+2' Ronaldo 51' Palhinha 80' |

| Stade Josy Barthel, Luxembourg Játékvezető: Szergej Ivanov (orosz) |

| 2021. szeptember 1. 20:45 |

| Luxemburg                         | 2–1               | Azerbajdzsán |
| --------------------------------- | ----------------- | ------------ |
| Pinto 8' Rodrigues 28' (11-esből) | (2–0) Jegyzőkönyv | Mahmudov 67' |

| Stade de Luxembourg, Luxembourg Játékvezető: Irfan Peljto (bosznia-hercegovinai) |

| 2021. szeptember 1. 20:45 (19:45 UTC+1) |

| Portugália        | 2–1               | Írország |
| ----------------- | ----------------- | -------- |
| Ronaldo 89' 90+6' | (0–1) Jegyzőkönyv | Egan 45' |

| Estádio Algarve, Faro/Loulé Játékvezető: Matej Jug (szlovén) |

| 2021. szeptember 4. 18:00 (17:00 UTC+1) |

| Írország  | 1–1               | Azerbajdzsán   |
| --------- | ----------------- | -------------- |
| Duffy 87' | (0–1) Jegyzőkönyv | Mahmudov 45+1' |

| Aviva Stadion, Dublin Játékvezető: Jérôme Brisard (francia) |

| 2021. szeptember 4. 18:00 |

| Szerbia                                                 | 4–1               | Luxemburg    |
| ------------------------------------------------------- | ----------------- | ------------ |
| A. Mitrović 22' 35' Chanot 82' (öngól) Milenković 90+6' | (2–0) Jegyzőkönyv | O. Thill 77' |

| Rajko Mitić Stadium, Belgrád Játékvezető: Halil Umut Meler (török) |

| 2021. szeptember 7. 18:00 (20:00 UTC+4) |

| Azerbajdzsán | 0–3               | Portugália                         |
| ------------ | ----------------- | ---------------------------------- |
|              | (0–2) Jegyzőkönyv | B. Silva 26' A. Silva 31' Jota 75' |

| Olimpiai Stadion, Baku Játékvezető: Marco Guida (olasz) |

| 2021. szeptember 7. 20:45 (19:45 UTC+1) |

| Írország               | 1–1               | Szerbia              |
| ---------------------- | ----------------- | -------------------- |
| Milenković 87' (öngól) | (0–1) Jegyzőkönyv | Milinković-Savić 20' |

| Aviva Stadion, Dublin Játékvezető: José María Sánchez (spanyol) |

| 2021. október 9. 18:00 (20:00 UTC+4) |

| Azerbajdzsán | 0–3               | Írország                   |
| ------------ | ----------------- | -------------------------- |
|              | (0–2) Jegyzőkönyv | Robinson 7' 39' Ogbene 90' |

| Olimpiai Stadion, Baku Játékvezető: Espen Eskås (norvég) |

| 2021. október 9. 20:45 |

| Luxemburg | 0–1               | Szerbia      |
| --------- | ----------------- | ------------ |
|           | (0–0) Jegyzőkönyv | Vlahović 68' |

| Stade de Luxembourg, Luxembourg Játékvezető: William Collum (skót) |

| 2021. október 12. 20:45 (19:45 UTC+1) |

| Portugália                                                          | 5–0               | Luxemburg |
| ------------------------------------------------------------------- | ----------------- | --------- |
| Ronaldo 8' (11-esből) 13' (11-esből) 87' Fernandes 18' Palhinha 69' | (3–0) Jegyzőkönyv |           |

| Estádio Algarve, Faro/Loulé Játékvezető: Benoît Bastien (francia) |

| 2021. október 12. 20:45 |

| Szerbia                                          | 3–1               | Azerbajdzsán   |
| ------------------------------------------------ | ----------------- | -------------- |
| Vlahović 30' (11-esből) 53' Tadić 83' (11-esből) | (1–1) Jegyzőkönyv | Mahmudov 45+2' |

| Rajko Mitić Stadion, Belgrád Játékvezető: Erik Lambrechts (belga) |

| 2021. november 11. 18:00 (21:00 UTC+4) |

| Azerbajdzsán | 1–3               | Luxemburg                        |
| ------------ | ----------------- | -------------------------------- |
| Salahli 82'  | (0–0) Jegyzőkönyv | Rodrigues 67' 90+1' S. Thill 78' |

| Olimpiai Stadion, Baku Játékvezető: Manuel Schüttengruber (osztrák) |

| 2021. november 11. 20:45 (19:45 UTC±0) |

| Írország | 0–0         | Portugália |
| -------- | ----------- | ---------- |
|          | Jegyzőkönyv |            |

| Aviva Stadion, Dublin Játékvezető: Jesús Gil Manzano (spanyol) |

| 2021. november 14. 20:45 |

| Luxemburg | 0–3               | Írország                          |
| --------- | ----------------- | --------------------------------- |
|           | (0–0) Jegyzőkönyv | Duffy 67' Ogbene 75' Robinson 88' |

| Stade de Luxembourg, Luxembourg Játékvezető: Bognár Tamás (magyar) |

| 2021. november 14. 20:45 (19:45 UTC±0) |

| Portugália | 1–2               | Szerbia                   |
| ---------- | ----------------- | ------------------------- |
| Sanches 2' | (1–1) Jegyzőkönyv | Tadić 33' A. Mitrović 90' |

| Estádio da Luz, Lisszabon Játékvezető: Daniele Orsato (olasz) |